# Charles Lederman

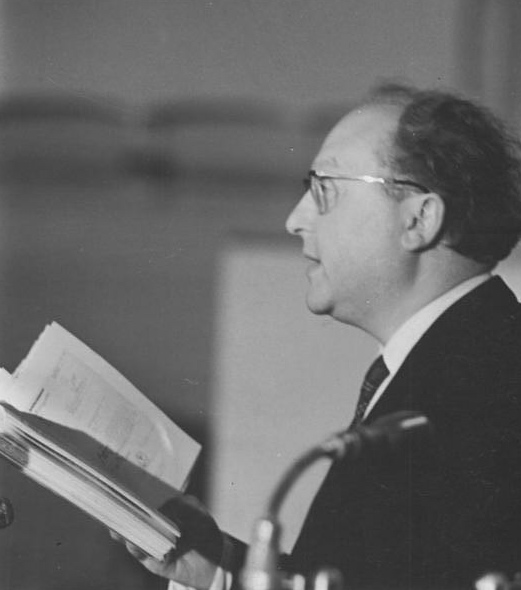
Charles Lederman beim Globke-Prozess in Ost-Berlin, 10. Juli 1963

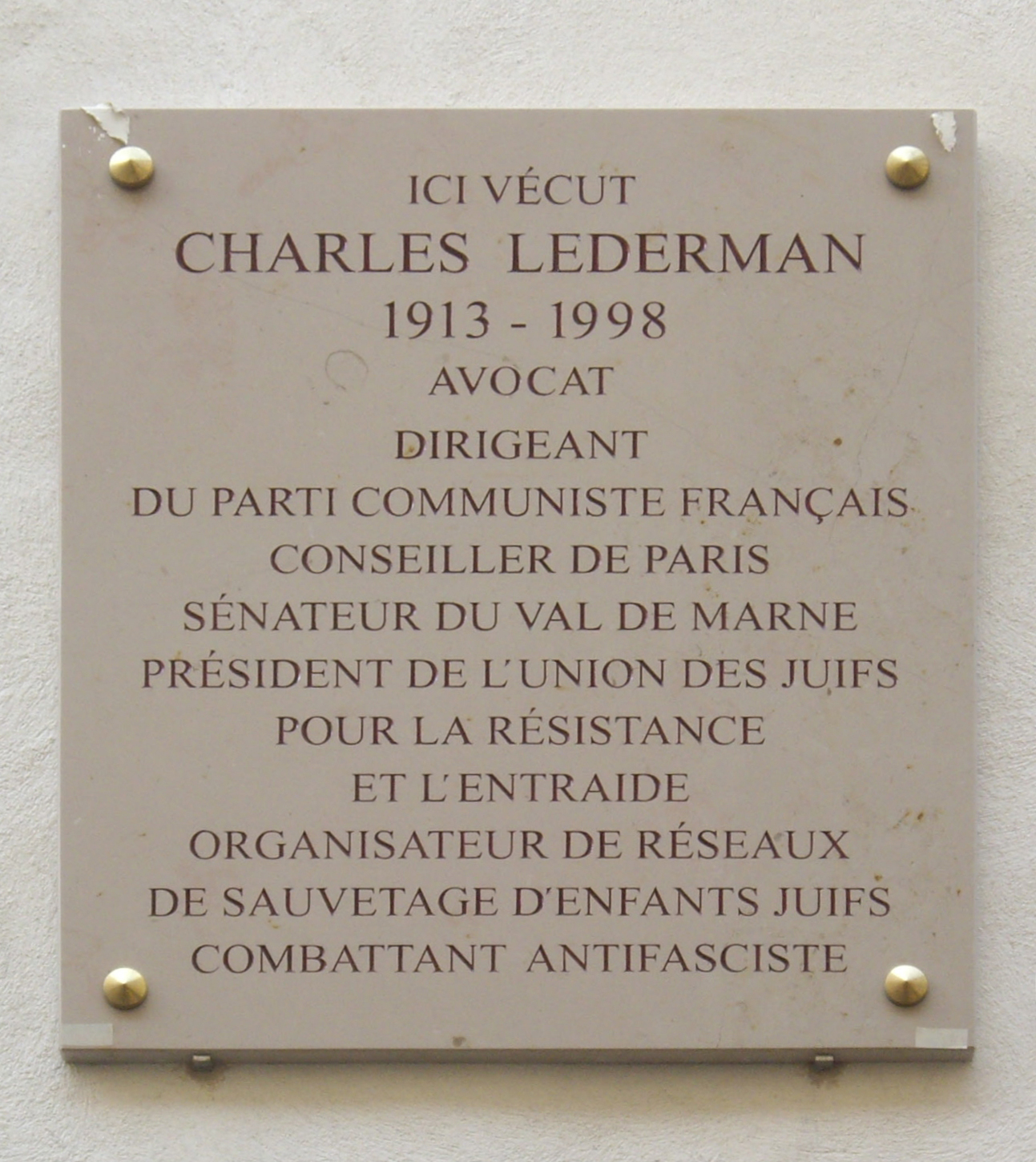
Gedenktafel für Charles Lederman in Paris

Charles Lederman (* 27. Januar 1913 in Warschau; † 26. September 1998 in Paris) war ein französischer Politiker der Parti communiste français (Kommunistische Partei Frankreichs).

## Leben
Bis 1945
Charles Lederman wurde 1913 als Sohn eines Möbellackierers und einer Fabrikarbeiterin in Warschau geboren. Sein Vater war im Ersten Weltkrieg als Freiwilliger in der französischen Armee. Charles Lederman besuchte in Paris das Lycée Voltaire und studierte anschließend Rechtswissenschaften.
1934 wurde Charles Lederman Rechtsanwalt in Paris und im gleichen Jahr trat er der Kommunistischen Partei Frankreichs bei. 1936 wurde er Anwalt der Gewerkschaft CGT (Confédération générale du travail) für den Raum Paris. Nach Ablauf seines Militärdienstes wurde er nicht entlassen, sondern als Soldat im beginnenden Zweiten Weltkrieg eingesetzt. Am 27. Oktober 1940 kam er bei Dünkirchen in deutsche Kriegsgefangenschaft, aus der er am gleichen Tag flüchtete. Charles Lederman ließ sich in der unbesetzten Zone Frankreichs in Lyon nieder. Dort unterstützte er jüdische Organisationen und war einer der Mitbegründer der Union des juifs pour la résistance et l'entraide (U.J.R.E.) und des Mouvement national contre le racisme (M.N.C.R.), die sich darum bemühte, jüdische Kinder vor der Deportation zu retten. Charles Lederman erhielt nach dem Krieg als Widerstandskämpfer die Auszeichnungen Médaille de la Résistance, Croix de guerre (Kriegskreuz) und Orden der Befreiung.
Nach 1945
Nach der Befreiung Frankreichs wurde Charles Lederman wieder Rechtsanwalt in Paris, wo er vor allem für die Kommunistische Partei arbeitete. Er verteidigte Gegner des Indochinakriegs, Kommunisten und Parteigänger der Front de Libération Nationale. Ebenso setzte er sich für Julián Grimau ein, der unter dem Franquismus zum Tode verurteilt und hingerichtet wurde.

## Politische Karriere
Charles Lederman wurde 1965 zum Stadtrat von Paris und in dieser Zeit auch zum Conseiller général des damaligen Départements Seine gewählt. Am 25. September 1977 wurde er im Département Val-de-Marne auf der Liste der Kommunistischen Partei in den Senat gewählt. Am 28. September 1986 wurde er für eine zweite Amtsperiode wiedergewählt, nach deren Ablauf im Jahr 1995 er nicht wieder kandidierte. 1977 wurde er auch Mitglied des Conseil régional der Region Île-de-France. 1983 wurde Charles Lederman Mitglied des Haute Cour de justice, der Verfehlungen des Präsidenten und der Minister ahndet.

## Globke-Prozess
Beim Obersten Gericht der DDR fand im Jahr 1963 ein Schauprozess gegen Hans Globke, einem engen Berater Konrad Adenauers, wegen dessen nationalsozialistischer Vergangenheit statt. Charles Lederman, damals Präsident der Union des juifs pour la résistance et l'entraide und Rechtsanwalt am Appellationsgericht in Paris, wurde auf Beschluss des Gerichts als Sachverständiger gehört. Er wies nach, dass die von Globke mitverfassten und kommentierten Rassegesetze und Verordnungen auch in Frankreich präzise angewandt wurden.